# Million Manhoef
Million Manhoef, né le 3 janvier 2002 à Beemster aux Pays-Bas, est un footballeur néerlandais, qui évolue au poste d'arrière gauche au Stoke City.

## Biographie

### En club
Né à Beemster aux Pays-Bas, Million Manhoef est notamment formé par le Vitesse Arnhem. Le 24 août 2020, il signe son premier contrat professionnel, le liant à son club formateur jusqu'en juin 2023.
Il joue son premier match en professionnel lors d'une rencontre d'Eredivisie le 26 septembre 2020 contre l'Ajax Amsterdam. Il entre en jeu à la place de Maximilian Wittek (en) et son équipe s'incline par deux buts à un. Le jeune latéral gauche de 18 ans inscrit son premier but le 17 décembre 2020 face au Willem II Tilburg, à l'occasion d'un match de coupe des Pays-Bas. Titularisé ce jour-là, il ouvre le score et son équipe l'emporte par deux buts à zéro.
Le 9 novembre 2022, Manhoef se fait remarquer lors d'une rencontre de championnat face au leader du championnat, l'Ajax Amsterdam, en réalisant le premier doublé de sa carrière. Ses deux buts permettent à son équipe de remporter un point de son déplacement à la Johan Cruyff Arena (2-2 score final),.

### En sélection
Million Manhoef représente l'équipe des Pays-Bas des moins de 17 ans, jouant au total quatre matchs entre 2018 et 2019.

## Vie privée
Million Manhoef est le fils du kickboxeur néerlandais Melvin Manhoef.